# Glyceria leptolepis
Glyceria leptolepis är en gräsart som beskrevs av Jisaburo Ohwi. Glyceria leptolepis ingår i släktet glycerior, och familjen gräs. Inga underarter finns listade i Catalogue of Life.